# فريتز ارنهييم
فريتز ارنهييم (بالألمانية: Fritz Arnheim)‏ هو مؤرخ العصر الحديث ‏ ومؤرخ ألماني، ولد في 29 مارس 1866 في برلين في ألمانيا، وتوفي في 19 يونيو 1922 في تشارلوتنبرغ في ألمانيا.